# Наумов, Николай Фёдорович
Николай Фёдорович Наумов (18 декабря 1921 — 25 мая 2012) — советский и российский писатель, полковник, кандидат военных наук, участник Великой Отечественной войны.
С 1939 года на службе в армии. Войну закончил майором.
Окончил с золотой медалью Военную академию имени М. В. Фрунзе (1950), где учился с 1947 года.
Был оставлен там же преподавателем.
Награждён орденом Отечественной войны 1 степени.

## Книги
- Огненными верстами
- Бои продолжаются…
- Лето надежд и крушений
- Сталинград. Сражения и судьбы
- Полковник Горин
- Хроника предвоенных лет
- Москва — пора студеная
- На рубежах Среднерусья
- В заснеженных полях Подмосковья